# 童話的休止符
《童話的休止符》是香港歌手鄧紫棋的第五張個人實體唱片，也是第二張全創作大碟，於2019年5月3日由嘉音娛樂在香港發售，台灣地區則於2019年5月10日由台灣索尼音樂娛樂發行。專輯分為三部曲，分別是《另一個童話》、《毒蘋果》和《睡皇后》，並率先於2018年以三張迷你數字專輯形式發行。
由於專輯發行前，鄧紫棋已宣布和蜂鳥音樂解除合約關係，而本專輯的歌曲皆在合約關係結束前發行。因此，本專輯實際上是鄧紫棋在蜂鳥音樂時期發行的最後一張專輯。

## 背景
2018年是鄧紫棋出道十週年，她決定推出"音樂童話三部曲”系列EP來感謝歌迷。從怀揣音樂夢想出道，到累積獲得逾百項音樂獎項，鄧紫棋感悟到生活中並不只有童話中的白馬王子與公主，也不是每段感情都會有無限期的幸福快樂，為此，她決定用音樂的方式來講述一個屬於她自己的“另一個童話”，於是推出了該專輯。
《另一個童話》作為童話三部曲的序章於2018年8月30日由蜂鳥音樂以數位下載形式發行。主打歌《倒數》MV只是用了12天，在YouTube上的點擊率就達到了500萬的點擊率，鄧紫棋在Facebook上發佈了劇情版MV。截止9月1日下午，《倒數》的YouTube點擊率突破1000萬，僅用了22天成為了官方頻道用時最短破1000萬點擊率的MV。截至2019年7月21日 ，MV觀看人次已達8400萬。
《毒蘋果》作為童話三部曲的中篇於2018年11月9日由蜂鳥音樂以數位下載形式發行。主打歌《那一夜》MV原定於2018年10月18日釋出，但後來因成品跟預期差太多而順延發佈，鄧紫棋更在網路上公開道歉，最終MV於11月12日上線，成為她出道十年來首次自導自演的MV，更與男友共同為音樂錄影帶創作劇本。 
《睡皇后》作為童話三部曲的終章於2018年12月28日由蜂鳥音樂以數位下載形式發行，主打歌《岩石裡的花》MV於2018年12月7日在YouTube上首播。專輯內的另一首同名單曲《睡皇后》則是鄧紫棋睽違多年的粵語作品，是其十年前的經典作《睡公主》的延續篇，歌迷亦特地為此製作MV，放在鄧紫棋的官方YouTube頻道上。

## 詞曲創作
《倒數》講述在人生倒數過程中、有限的時間裡，有無限種愛的可能，以音樂對現實進行靈魂叩問，針對愛情關係拋出赤裸的話題供人思考，令聽眾在音樂中懂得珍惜時間及身邊的愛，也是她對於生命和愛的思考與表達。《錯過不錯》以「錯過」為切入點，提示聽眾生命中有太多事物擦身而過無法留住，但錯過不等同於遺憾 。《另一個童話》的歌詞反思究竟什麼才是真正的童話。三首歌曲的曲風都偏向於電子流行搖滾，編曲大量的使用了合成器，這樣讓歌曲聽上去更加充滿技術感。
《岩石裡的花》以絕處逢生的花朵比喻一段不被外界看好的感情。而她身為公眾人物，也經歷過與林宥嘉那段備受壓力的感情，坦言：「我的生活很多時候會被大家談論，要承受很多輿論壓力。」《睡皇后》和十年前的歌曲《睡公主》作呼應。

## 曲目

### 《另一個童話》
| 曲目     | 曲目                         | 曲目                | 曲目  |
| 曲序     | 曲目                         | 作曲                | 时长  |
| -------- | ---------------------------- | ------------------- | ----- |
| 1.       | 倒數（TIK TOK）              | 鄧紫棋 Lupo Groinig | 3:49  |
| 2.       | 錯過不錯（Rightfully Wrong） | 鄧紫棋 Lupo Groinig | 3:58  |
| 3.       | 另一個童話（My Fairytale）   |                     | 3:03  |
| 总时长： | 总时长：                     | 总时长：            | 10:50 |

### 《毒蘋果》
| 曲目     | 曲目                     | 曲目                | 曲目  |
| 曲序     | 曲目                     | 作曲                | 时长  |
| -------- | ------------------------ | ------------------- | ----- |
| 1.       | 那一夜（Woke）           | 鄧紫棋 Lupo Groinig | 3:54  |
| 2.       | 毒蘋果（Fearless）       | 鄧紫棋 Lupo Groinig | 4:11  |
| 3.       | 突然之間（Unexpectedly） |                     | 3:20  |
| 总时长： | 总时长：                 | 总时长：            | 11:25 |

### 《睡皇后》
| 曲目     | 曲目                           | 曲目     | 曲目  |
| 曲序     | 曲目                           | 備註     | 时长  |
| -------- | ------------------------------ | -------- | ----- |
| 1.       | 岩石裡的花（Love Finds A Way） |          | 4:54  |
| 2.       | WHY                            |          | 3:41  |
| 3.       | 睡皇后（Queen G）              | 粵語     | 3:56  |
| 总时长： | 总时长：                       | 总时长： | 12:31 |

## 榜單表現

### 週榜
| 榜單 (2018-19)            | 最高排名 |
| ------------------------- | -------- |
| 香港專輯榜 (香港唱片商會) | 1        |

## 備註
1. ↑  2星期冠軍